# Rafael Martín Vázquez
Rafael Martín Vázquez (Madrid, 1965), ex jugador de futbol del Reial Madrid (Espanya) de 1983 a 1990 i de 1992 a 1995, del Torí (Itàlia) de 1990 a 1992, de l'Olympique de Marsella (França) en 1992, del Deportivo de La Corunya (Espanya) de 1995 a 1997, de l'Atlético Celaya (Mèxic) en la temporada 1997-98, del Karlsruher SC (Alemanya) en 1998 i de la selecció espanyola. Va pertànyer, juntament amb Emilio Butragueño Santos, Manuel Sanchís Hontiyuelo, Miguel González "Míchel" i Miguel Pardeza, a la generació de jugadors madridistes procedents del planter del "Castilla" popularment coneguda com a "Quinta del Buitre" i, si bé no ha estat el més reconegut d'entre tots ells, sí que va ser tal vegada el més dotat tècnicament.
Després de ser format en les categories inferiors del Reial Madrid i ser escollit millor jugador del Mundial Juvenil de 1981 va debutar en partit oficial amb 17 anys en un Murcia-Reial Madrid. Amb els merengues va guanyar sis trofeus de Lliga i dues Copes de la UEFA. La tècnica individual de Rafael Martín Vázquez van fer d'ell un dels millors migcampistes ofensius del món en el seu moment, encara que el seu caràcter reservat, el seu joc excessivament cerebral i la seua escassa brega sobre el terreny de joc el van convertir en diana de les crítiques de l'afició madridista.
Després de protagonitzar la millor temporada de la seva carrera amb el Reial Madrid, la 1989/90 a les ordres de l'entrenador gal·lès John Benjamin Toshack, Rafael Martín Vázquez es va convertir en un dels jugadors més cobejats del moment, però Ramón Mendoza, llavors president del Reial Madrid, es va negar a realitzar una renovació a l'alça del jugador, pel que aquest acabà acceptant l'oferta del Torí italià, en el qual, tot i ser l'estranger millor pagat del Calcio, mai va arribar a mostrar l'excel·lent nivell de joc assolit en la seva primera trajectòria madridista.
Després del seu fallit pas per l'equip turinés, la carrera futbolística de Martín Vázquez es va anar diluint en un llarg peregrinar d'equip en equip (incloent el retorn a l'equip madridista entre 1992 i 1995) i de lesió en lesió, fins a la seva retirada definitiva del futbol actiu l'any 1998.
Amb la selecció espanyola va sumar un total de 38 partits i disputà el Mundial d'Itàlia 1990.
Actualment, Rafael Martín Vázquez forma part de la plantilla tècnica del Reial Madrid i col·labora amb diferents programes de ràdio com comentarista.

## Clubs
- Castilla C.F. ( Espanya): 1982-83
- Real Madrid C.F. ( Espanya): 1983-90
- Torino ( Itàlia): 1990-92
- Olympique de Marsella ( França): 1992
- Real Madrid C.F. ( Espanya): 1992-95
- R.C. Deportivo de La Corunya ( Espanya): 1995-97
- Atlético Celaya ( Mèxic): 1997-98
- Karlsruher SC ( Alemanya): 1998

## Palmarès
- 6 Lligues (1986, 1987, 1988, 1989, 1990 i 1995 Reial Madrid)
- 2 Copes del Rei (1989, 1993 Reial Madrid)
- 4 Supercopes d'Espanya (1988, 1989, 1993 Reial Madrid, 1995 Deportivo de La Corunya)
- 2 Copes de la UEFA (1985, 1986 Reial Madrid)
- 1 Copa de la Lliga (1985 Reial Madrid)
- 1 Copa Iberoamericana (1994, Real Madrid)